# Gefährliche Schönheit – Die Kurtisane von Venedig
Gefährliche Schönheit – Die Kurtisane von Venedig (Alternativtitel: Dangerous Beauty – Die Kurtisane von Venedig; Originaltitel: Dangerous Beauty) ist ein US-amerikanisches Filmdrama aus dem Jahr 1998. Regie führte Marshall Herskovitz, das Drehbuch schrieb Jeannine Dominy. Vorlage war das Buch The Honest Courtesan von Margaret Rosenthal über Veronica Franco (1546–1591), eine venezianische Dichterin und Kurtisane.

## Handlung
Die Handlung spielt im 16. Jahrhundert in Venedig. In dieser Zeit war es normal, dass sich die Männer, auch die verheirateten, mit Kurtisanen vergnügten. Diese Frauen waren oftmals sehr gebildet, da es ihnen, im Gegensatz zu Ehefrauen, gestattet war, Bibliotheken zu besuchen.
Die Hauptperson ist Veronica Franco, eine mittellose junge Frau, welche in Venedig lebt.
Sie ist mit Beatrice, welche aus einer reichen Familie stammt, befreundet. Nach längerer Abwesenheit kehrt deren Bruder Marco nach Venedig zurück.
Veronica und Marco verlieben sich ineinander. Auf der Hochzeit von Beatrice, welche einen reichen Venezianer heiratet, macht Marco Veronica, nach einem indirekten Liebesgeständnis ihrerseits, klar, dass er sie nicht heiraten kann, weil sie keine Mitgift besitzt.
Nach diesem Abend ist Veronica todunglücklich. Ihre Mutter teilt ihr mit, dass Veronica Marco haben kann, aber nicht im Brautkleid, sondern nur als Kurtisane. Veronicas Mutter war vor ihrer Heirat selbst eine Kurtisane.
Zunächst weigert sich Veronica, eine Kurtisane zu werden, findet dann, während der Ausbildung, aber doch Gefallen an dieser Zukunftsaussicht, da ihr, ohne Mitgift, sonst nur der Gang ins Kloster bleiben würde.
Nach ihrer Ausbildung geht sie zum ersten Mal auf ein Fest der Reichen. Dort wird sie sofort wahrgenommen und wird von einem reichen Mann angesprochen und auf dem Fest begleitet.
Während einer Poesievorstellung von Maffio, dem Cousin von Marco, sieht sie diesen wieder. Er möchte mit ihr sprechen, wird von ihr aber zurückgewiesen.
Veronica wird eine der beliebtesten Kurtisanen, weil sie, nebst Schönheit, auch über große Klugheit verfügt. Immer wieder möchte Marco sich ihr nähern; mit großem Witz weist sie ihn jedoch immer wieder zurück. Auch sein Cousin versucht, Liebhaber von Veronica zu werden. Diesen weist sie jedoch, wegen ihrer Gefühle für Marco, ebenfalls zurück.
Eines Tages teilt der Vater von Marco diesem mit, dass er bald Giulia de Lezze heiraten wird. Diese stammt ebenfalls aus einer einflussreichen Familie. Nach einer durchzechten Nacht ruft er unter dem Balkon von Veronica nach ihr. Sie hat aber gerade einen Kunden, tritt aber dennoch auf den Balkon heraus. Marco will ihr gerade ein Liebesgeständnis machen, als der Liebhaber ebenfalls auf den Balkon tritt. Ziemlich unsensibel teilt Marco Veronica daraufhin mit, dass er heiraten wird, was sie sichtlich schockiert.
Am Tag der Hochzeit ist auch Veronica anwesend. In der Hochzeitsnacht merkt Marco, dass seine Frau sehr zurückhaltend ist und so gar nichts von den Qualitäten seiner geliebten Veronica hat.
Nach einiger Zeit werden Gedichte von Veronica veröffentlicht. Maffio ist, nach der Zurückweisung, immer noch sehr gekränkt und stuft Veronica auf ihre Tätigkeit als Kurtisane herab. Nach einem, anfangs witzigen Gefecht, welches in Ernst umschlägt, schlägt Marco Maffio nieder um Veronica zu schützen. Nach diesem Vorfall werden er und Veronica ein Liebespaar. Nachdem Marco ihr sagt, dass er es nicht schafft, sie mit anderen Männern zu teilen, gibt sie alle andern Männer auf.
Nach einiger Zeit bricht Krieg aus und Italien zieht gegen die Türkei in den Krieg. Nach einer Versammlung ist klar, dass die Italiener die Hilfe der Franzosen brauchen. Der französische König trifft kurz darauf in Venedig ein und verlangt, nach nur einem Blick, Veronica. Nachdem diese eine Nacht mit dem König verbracht hat, willigt er ein, die Italiener zu unterstützen. Von den Reichen wird Veronica bewundert, sie wird unter anderem als Staatsheldin gefeiert. Nur Marco kann nicht verkraften, dass ein anderer Mann seine Veronica hatte. Er zieht unversöhnt in den Krieg.
Da Veronica den Krieg betreffende Informationen erhält, wird sie von den Ehefrauen der Männer eingeladen. Sie wird, außer von Beatrice, feindlich empfangen, besonders Marcos Ehefrau greift sie verbal an.
Während der Kriegt tobt, bricht in Venedig die Pest aus und viele Menschen kommen ums Leben. Die Kirche gewinnt Oberhand und macht die Kurtisanen für die Pest verantwortlich. Die vorher begehrten und verehrten Frauen werden der Hexerei bezichtigt und öffentlich ausgepeitscht.
Die Männer kommen aus dem Krieg zurück und sehen das Elend in Venedig. Als Marco auf dem Marktplatz die ausgepeitschten Kurtisanen sieht, sucht er sofort Veronica auf und sie fallen sich in die Arme.
Kurz darauf kommt die Inquisition nach Venedig. Veronica soll der Prozess gemacht werden. Angeführt wird der Prozess von Maffio, welcher sich nun an Veronica wegen der Zurückweisung rächen will.
Nachdem Veronica nicht gestehen will, dass sie eine Hexe sei, soll ihr der Prozess gemacht werden. Marco, und danach auch andere Männer, geben sich als Komplizen aus, und stehen so zu ihr.
Die Inquisition lässt daraufhin Veronica frei.
Im Abspann wird bekannt, dass Veronica und Marco von diesem Zeitpunkt an zusammenlebten.

## Kritiken
Jack Mathews schrieb in der Los Angeles Times vom 20. Februar 1998, der Film sei mit Inspiration genauso gesegnet wie auch verflucht; er entziehe sich einer einfachen Beschreibung. Der Film wirke wie eine in einem Bordell angesiedelte Version von Romeo und Julia, die solche Themen wie Krieg, Epidemien, politischen Zusammenbruch und Inquisition anspreche. Er habe weder einen einheitlichen Ton noch eine künstlerische Vision. McCormack mache „gekonnte“ Arbeit während Platt, ein „feiner Komödiendarsteller“, besonders fehlbesetzt wirke.
Die Zeitschrift Cinema schrieb, der Film sei „eine gelungene Mischung aus (historischem) Frauenbewegungs- und Ausstattungsfilm. Fazit: Interessante und opulente Geschichtsstunde“.

## Hintergründe
Der Film wurde in Rom und in Venedig gedreht. Er spielte in den Kinos der Vereinigten Staaten ca. 4,5 Millionen US-Dollar ein.